# Place Anatole-France (Tours)
Pour les articles homonymes, voir Place Anatole-France.
La place Anatole-France est une voie de la commune française de Tours.

## Historique
Elle a porté successivement les noms de place Demi Lune du Portail Neuf, place Choiseul, place Royale, place de l'Hôtel de Ville, place des Arts et du Musée, puis place Anatole-France.
La place est inscrite à l'inventaire général du patrimoine culturel depuis 1993.